# Bruno Toledo (Fußballspieler)
Bruno Toledo, vollständiger Name Bruno Nicolás Toledo Dante, (* 25. August 1994 in Montevideo) ist ein uruguayischer Fußballspieler.

## Karriere
Der 1,74 Meter große Defensivakteur Toledo steht mindestens seit der Saison 2014/15 im Kader der Profimannschaft von Liverpool Montevideo. In jener Zweitligaspielzeit debütierte er am 27. September 2014 beim 3:1-Heimsieg gegen Central Español in der Segunda División, als er von Trainer Alejandro Apud in die Startelf beordert wurde. Bis zum Saisonende, an dem sein Verein in die höchste uruguayische Spielklasse aufstieg, absolvierte er insgesamt 13 Zweitligaspiele. Einen Treffer erzielte er nicht. In der Erstligasaison 2015/16 wurde er dreimal (kein Tor) in der Primera División eingesetzt. Während der Spielzeit 2016 kam er einmal (kein Tor) in der Liga zum Einsatz.